# ラサーン・ラサーン
『ラサーン・ラサーン』（Rahsaan Rahsaan）は、アメリカ合衆国のジャズ・ミュージシャン、ローランド・カークが1970年にアトランティック・レコードから発表したアルバム。

## 背景
「ザ・シーカー」のみスタジオ録音で、その他の曲は1970年5月12日と15日のヴィレッジ・ヴァンガード公演におけるライブ録音である。カークは本作より「ラサーン・ローランド・カーク (Rahsaan Roland Kirk)」という名義を使用するようになり、カーク自身は本作のライナーノーツにおいて「昨年の誕生日の前日、私は夢の中で多くの人々が『ラサーン・ラサーン』と言っているのを聴いた」と説明している。ジャケットに写っている子ども達の一人は、カークの息子ロリーである。
LPのB面に収録された「メドレー」は、LPのトラック・リストでは「家路」の後に「センチメンタル・ジャーニー」が記載されているが、実際にはまず「センチメンタル・ジャーニー」、続いて「家路」が演奏された後、これらの曲が同時に演奏される構成となっている。

## 反響・評価
『ビルボード』のジャズ・アルバム・チャートでは、自身最高の18位を記録した。Thom Jurekはオールミュージックにおいて5点満点中4点を付け、アルバム全体に関して「カークが録音した最も異様なレコードの一つだが、確かに価値がある」、「ザ・シーカー」に関して「カーク流のクラシック音楽」と評している。

## 収録曲
特記なき楽曲はローランド・カーク作（3.と6.は楽曲でなくMCである）。オリジナルLPでは1.と2.がA面、3.以降がB面に収録されていた。
1. ザ・シーカー - "The Seeker" - 17:18
  - I. ブラック・クラシカル・ラップ - "Black Classical Rap"
  - II. ザ・シーカー - "The Seeker"
  - III. サンキュー、バード - "Thank You, Bird"
  - IV. ニューオリンズ - "New Orleans"
2. サテン・ドール - "Satin Doll" (Duke Ellington, Billy Strayhorn, Johnny Mercer) - 2:17
3. イントロダクション - "Introduction" - 1:38
4. メドレー - "Medley" - 4:46
  - a) 家路 - "Going Home" (Antonín Dvořák)
  - b) センチメンタル・ジャーニー - "Sentimental Journey" (Les Brown, Bud Green, Ben Homer)
  - c) イン・モニュメント - "In Monument"
  - d) ラヴァー - "Lover" (Richard Rodgers, Lorenz Hart)
5. スウィート・ファイアー - "Sweet Fire" - 6:10
6. イントロダクション - "Introduction" - 3:19
7. ベイビー・レット・ミー・シェイク・ユア・トゥリー - "Baby Let Me Shake Your Tree" - 4:49

## 参加ミュージシャン
- ローランド・カーク - テナー・サクソフォーン、フルート、クラリネット、マンツェロ、ストリッチ他
- ロン・バートン - ピアノ
- ヴァーノン・マーティン - ベース
- ジェイムズ・マディソン - ドラムス
- ジョー・テキシドール - パーカッション、タンブリン
- ソネリウス・スミス - ピアノ、チェレスタ(on #1)
- ディック・グリフィン - トロンボーン(on #1)
- ハワード・ジョンソン - チューバ(on #1)
- リロイ・ジェンキンス - ヴァイオリン(on #1)
- アルヴェルン・バン - コンガ(on #1)